# Gustav Metzger
Gustav Metzger (Neurenberg 10 april 1926 - Londen, 1 maart 2017) was een staatloze kunstenaar en politiek activist die het concept van Auto-Destructive Art (ADA) en de Art Strike ontwikkelde. Samen met John Sharkey startte hij in 1966 het Destruction in Art Symposium (DIAS).

## Leven en werk
Metzger werd geboren als zoon van orthodoxe Pools-Joodse ouders. In 1939 vluchtte hij en zijn broer, Max, naar Groot-Brittannië als onderdeel van het Kindertransport. Zo werd hij gered van de Jodenvervolging in nazi-Duitsland. Hij verloor zijn Pools staatsburgerschap en was sinds eind jaren veertig staatloos.
Metzger startte zijn opleiding tot kunstenaar, in 1945, aan de Cambridge School of Art. Daarna vervolgde hij zijn opleiding o.a aan de Koninklijke Academie voor Schone Kunsten in Antwerpen, Oxford School of Art en de Central School of Art and Design in Londen.
Metzger was een vertegenwoordiger de stroming Aktionskunst. In zijn werk richtte hij zich op het destructieve potentieel van de 20e Eeuw. Hij bekritiseerde specifiek het kapitalistische systeem en de kunstwereld. In 1959 publiceerde Metzger het eerste 'autodestructieve' manifest Auto-Destructive Art. Dit werd in 1964 als lezing gegeven aan de Architectural Association School of Architecture (AA), die door studenten werd overgenomen als een artistieke ' Happening'. De Architectural Association publiceerde in 2015 een facsimile-uitgave van Metzgers transcriptie van de lezing. In 1962 nam hij deel aan het Festival of Misfits, georganiseerd door leden van de Fluxus- groep, in Gallery One, Londen.
Gedurende de 60 jaar dat Metzger politiek geëngageerde werken produceerde, verwerkte hij diverse materialen variërend van afval tot oude kranten, vloeibare kristallen tot industriële materialen en zelfs zuren.
In 1974 proclameerde Metzger De Jaren Zonder Kunst (The Years Without Art) en hij was daarna meer dan twintig jaar niet meer actief als kunstenaar.
In 1999 realiseerde hij het werk "Travertin / Judenpech" in het Haus der Kunst in München, waar hij een oppervlakte van 60 vierkante meter met dikke lagen asfalt bedekte voor het Haus der Kunst, dat vroeger ook wel "Judenpech" (Joods veld) werd genoemd. Travertijn is een van de materialen die de nationaalsocialisten bij bouwprojecten gebruikten. De installatie bestond van maart tot juni 1999.
In de laatste jaren van zijn leven hield Metzger zich voornamelijk bezig met de natuur, ecologie en de kwetsbaarheid van de aarde. Dit kwam bijvoorbeeld tot uiting in zijn werk uit 2009, de installatie Flailing Trees. Het werk bestond uit vijftien omgekeerde wilgenbomen ingebed in een blok beton, die een wereld symboliseren die op zijn kop staat door de opwarming van de aarde. Hij voelde dat vooral kunstenaars worden bedreigd, omdat zo velen op de natuur als grote inspiratiebron vertrouwen. Metzger verklaarde dat "kunstenaars een speciale rol te spelen hebben bij het bestrijden van uitsterven, al was het maar op een theoretische, intellectuele basis

## Overige werken (selectie)
- Liquid Crystal Environment
- Historic Photographs

## Invloed
Pete Townshend, een student van Metzger aan het Ealing Art College, rechtvaardigde de opheffing van de Engelse band The Who met Metzgers concept van auto- destructieve kunst.
Ook heeft Metzger een invloed gehad op het zelf-etende computervirus- werk van de digitale kunstenaar Joseph Nechvatal.